# Amt Fockbek
La comunità amministrativa di Fockbek (Amt Fockbek) si trova nel circondario di Rendsburg-Eckernförde nello Schleswig-Holstein, in Germania.

## Suddivisione
Comprende 4 comuni:
1. Alt Duvenstedt (1 870)
2. Fockbek (6 573)
3. Nübbel (1 587)
4. Rickert (1 042)

Il capoluogo è Fockbek.
(Tra parentesi i dati della popolazione al 31 dicembre 2021)